# Betula luminifera
Betula luminifera är en björkväxtart som beskrevs av Hubert J.P. Winkler. Betula luminifera ingår i släktet björkar, och familjen björkväxter. Inga underarter finns listade.
Denna björk förekommer i centrala, östra och sydöstra Kina i provinserna Guizhou, Henan, Yunnan, Guangxi, Hubei, Zhejiang, Hunan, Jiangsu, Fujian, Jiangxi, Anhui, Guangdong, Sichuan, Gansu och Shaanxi. Den växer i låglandet och i bergstrakter mellan 200 och 2900 meter över havet. Några exemplar kan bli 25 meter höga. Betula luminifera ingår i lövfällande skogar. Den behöver en längre period utan frost och med regnfall under sommaren. Under några veckor kan arten uthärda torka. Denna björk är känslig för sen vårfrost.
För beståndet är inga hot kända och hela populationen anses vara stabil. IUCN listar arten som livskraftig (LC).

## Bildgalleri

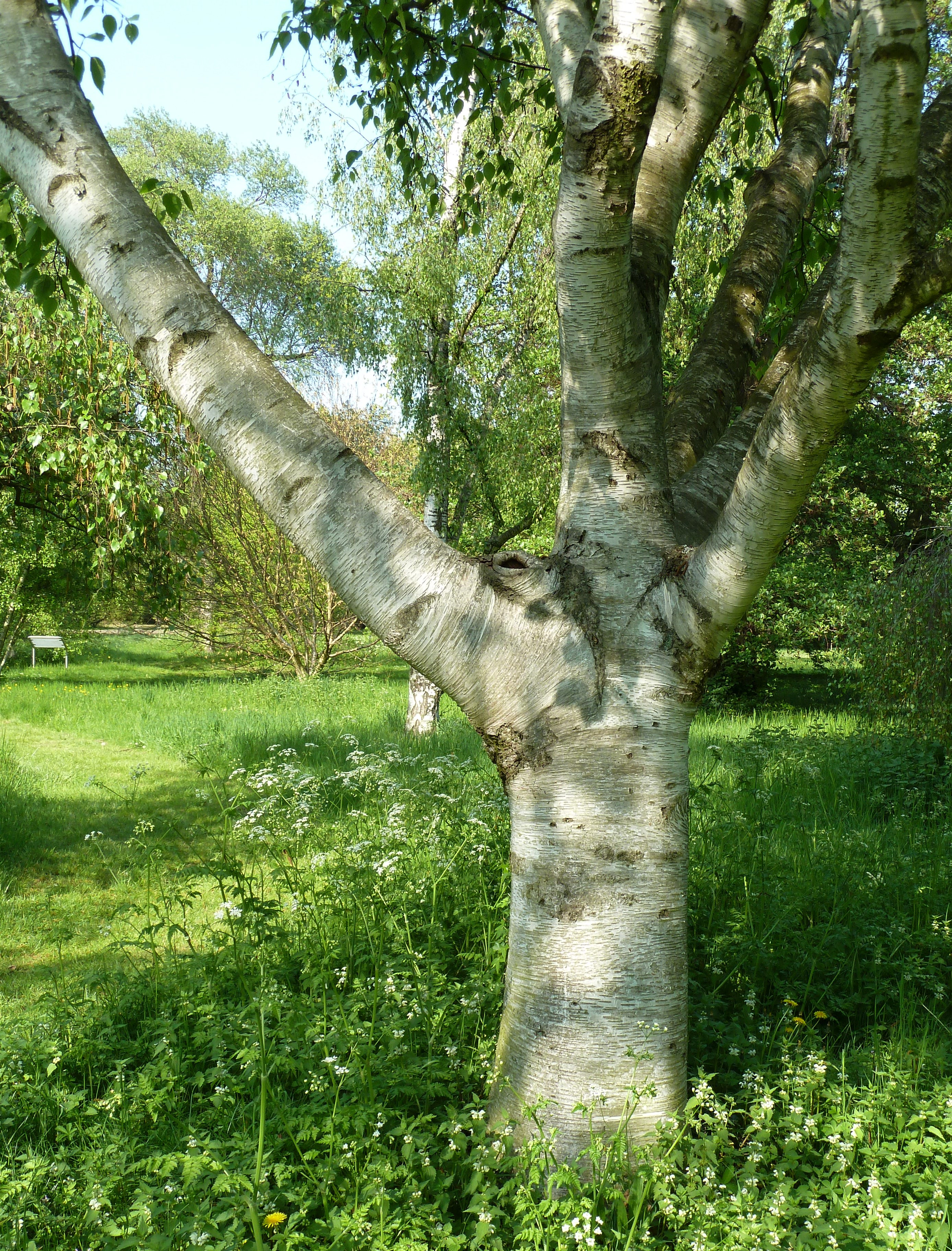
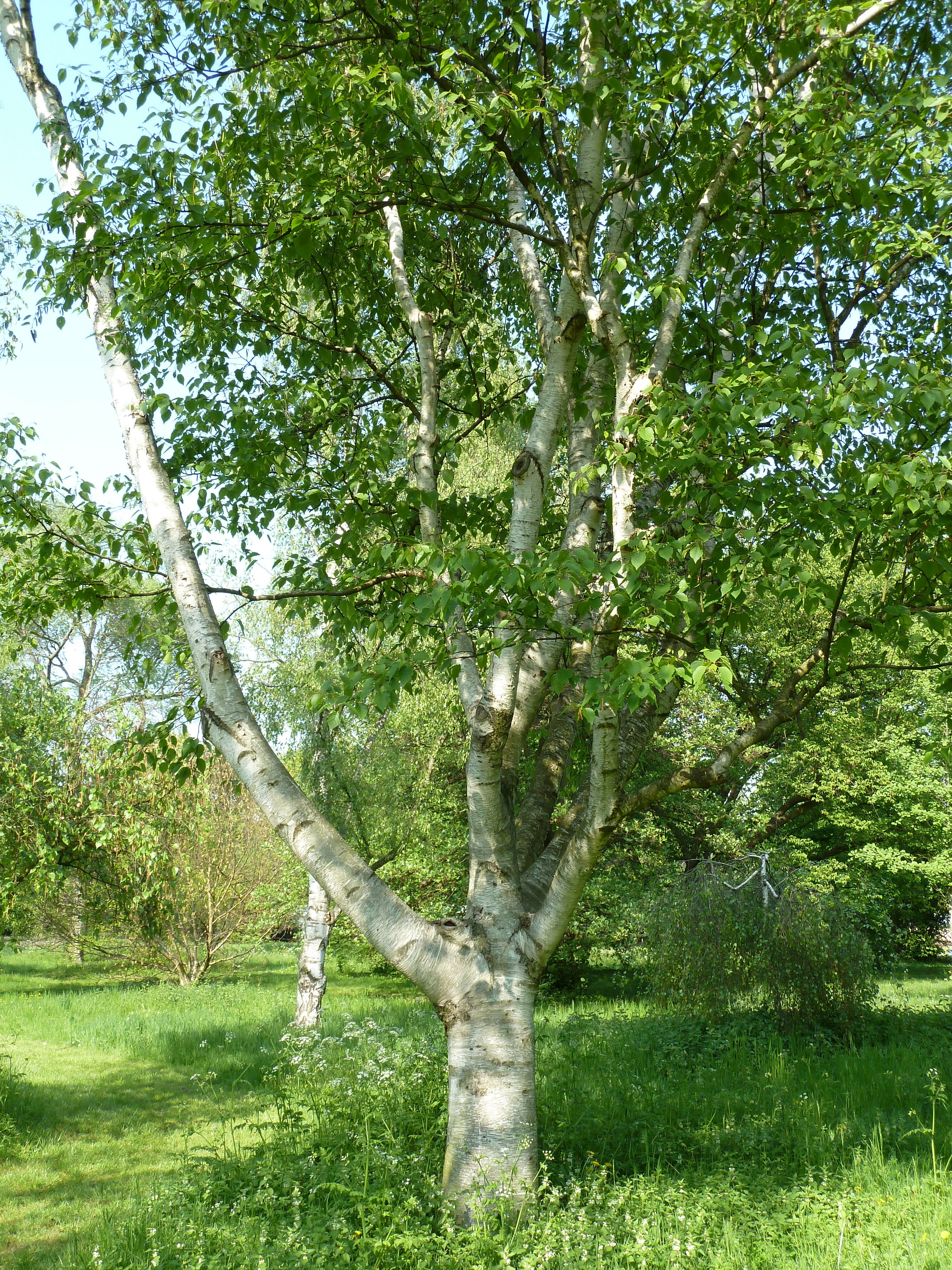